# Louise Fraenkel-Hahn

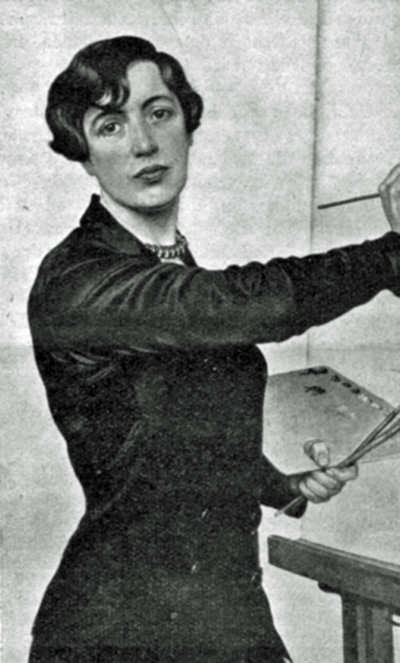
Selbstporträt von Louise Fraenkel-Hahn (um 1929)

Ludovica Sophia „Louise“ Fraenkel-Hahn, geb. Hahn (* 12. Juli 1878 in Hütteldorf, heute zu Wien; † 24. Dezember 1939 in Paris), war eine österreichische Malerin und Grafikerin.

## Familie
Louise Hahn war eine Tochter von Ludwig Benedikt Hahn (1844–1923), k.k. Hofrat, Herausgeber der Zeitschrift Politische Correspondenz sowie Vorsteher des k.k. Telegraphen-Korrespondenz-Bureaus (1889–1901), und seiner Ehefrau Emma (1850–1940), geb. Blümel. Ihr Vater war ursprünglich jüdischen Glaubens und konvertierte 1877 zum Katholizismus, ihre Mutter war römisch-katholisch. Zu ihren Kindern gehörten außerdem die Mathematikerin und Philosophin Olga Hahn-Neurath und der Mathematiker Hans Hahn. 
1903 heiratete Louise Hahn den deutschen Maler Walter Fraenkel (1879–nach 4. März 1943).

## Leben
Louise Hahn studierte von ca. 1897 bis 1900 an der Wiener Kunstgewerbeschule, wo sie eine Schülerin von Karl Karger im Fach Malerei war. 1900/1901 besuchte sie für zwei Wintersemester die Damenakademie des Münchner Künstlerinnenvereins in der Malschule Heinrich Knirr. 1902 unternahm sie eine Studienreise nach Italien, Griechenland und Frankreich. 1907 hielt sie sich erneut zu Studienzwecken in Paris auf.
Fraenkel-Hahn war Mitbegründerin und von 1923 bis 1938 dritte Präsidentin der Vereinigung bildender Künstlerinnen Österreichs (VBKÖ). Außerdem gehörte sie dem Bund Österreichischer Künstlerinnen, dem Zentralverband der bildenden Künstler Österreichs und der Österreichischen Exlibris-Gesellschaft an.
Ab 1902 beschickte sie regelmäßig Ausstellungen in Wien, unter anderem die der VBKÖ, des Hagenbundes, der Wiener Secession und des Wiener Künstlerhauses. Noch 1936 zeigte sie Bauernmädchen- und Trachtenbilder auf der Ausstellung Heimat und Fremde der VBKÖ in den Räumen des Hagenbunds. 1929 wurde sie mit dem Preis der Stadt Wien ausgezeichnet.
1935 nahm Fraenkel-Hahn noch einmal ihre Studien auf und schrieb sich an der Akademie der bildenden Künste Wien ein, wo sie sich bei Robert Eigenberger mit Restaurierung beschäftigte und bis zum Wintersemester 1937/1938 immatrikuliert blieb.
Nach dem „Anschluss“ Österreichs erhielten Fraenkel-Hahn und ihr Ehemann Malverbot. Ihr Atelier wurde von den Nationalsozialisten „arisiert“. Ende 1938 flüchteten sie nach Paris, wo Louise Fraenkel-Hahn im Folgejahr verstarb. Walter Fraenkel, der jüdischen Glaubens war, wurde 1943 über die Lager Drancy und Sobibor in das KZ Majdanek deportiert. Seine genauen Todesumstände sind nicht bekannt.

## Werk

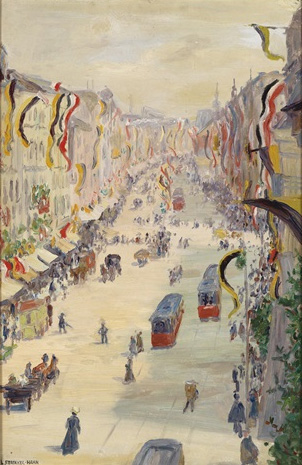
Mariahilferstraße im Festschmuck

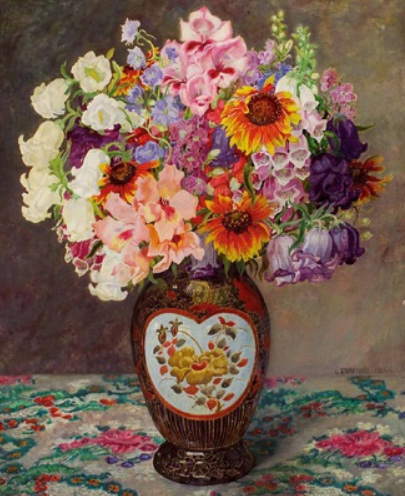
Sommerblumenstrauß in japanischer Vase

Louise Fraenkel-Hahn malte Porträts, Blumenstücke, Genrebilder, Landschaften sowie religiöse und ab 1935 auch volkstümliche Motive. Dabei setzte sie bevorzugt die Temperatechnik ein, malte aber auch in Öl und Aquarell. Nach ihrem Parisaufenthalt 1907 zeigte sich in ihren Werken der Einfluss französischer Impressionisten in zunehmend leuchtenderen und helleren Farben. Später wurden ihre Bilder formpräziser und in den 1920er Jahren fand sie schließlich zu einem betont sachlichen Malstil mit glatter präziser Malweise und scharfen begrenzten Konturen. Ihre Porträts sind nüchtern, aber individualisiert. Während den zeitgenössischen Kunsthistoriker Hans Ankwicz-Kleehoven die Malweise ihrer Bildnisse an die des Künstlers Victor Hammer erinnerte, sieht Sabine Plakolm-Forsthuber Akzente der Übersteigerung bei Fraenkel-Hahn und am ehesten Parallelen zu Christian Schad.
Neben der Malerei schuf Fraenkel-Hahn auch Farbholzschnitte und Exlibris. Grafische Arbeiten von ihr befinden sich in den Sammlungen der Universität für angewandte Kunst Wien, der Albertina, des Wien Museum und der Österreichischen Nationalbibliothek.

## Werke (Auswahl)
- David, 1902
- Selbstporträt, 1903
- Bauernblumen, Ölgemälde, 1909 Weihnachtsausstellung Hagenbund[8]
- Lasset die Kindlein zu mir kommen, 1910
- Madonna, 1911
- Frühlingsblumen, Tempera, 1911 XXXVIII. Ausstellung der Vereinigung Bildender Künstler Österreichs Secession[9]
- Kind mit Kaninchen, 1913
- Flora mit den Blumen des Jahres, um 1912
- Selbstporträt, um 1929[10]
- Flowers in a Blue Vase, ca. 1930, Farbholzschnitt, 34,9 × 29,8 cm
- Frau L. H., um 1932
- Mariahilferstraße im Festschmuck, Öl auf Karton, 46 × 31 cm
- Sommerblumenstrauß in japanischer Vase, Öl auf Karton, 62,5 × 51,5 cm
- Japanische Lilie unten rechts signiert: L. Fraenkel (-Hahn beschnitten), Farbholzschnitt, ca. 34 × 25,5 cm

## Ausstellungen (Auswahl)
- 1901: Kunstgewerbeschule Wien
- 1902, 1909, 1912, 1919: Hagenbund, Wien
- 1908: Kunstsalon Heller, Wien
- 1909, 1910, 1911: Wiener Secession
- 1910–1912, 1914, 1921–1936: Vereinigung bildender Künstlerinnen Österreichs, Wien
- 1914: Die Frau im Buchgewerbe und in der Graphik, Leipzig
- 1916: Bund Österreichischer Künstlerinnen, Wien
- 1919: Freie Vereinigung, Wien
- 1925: Deutsche Frauenkunst, Wien
- 2019: Stadt der Frauen, Unteres Belvedere, Wien (mit Katalog)[11]